# France Leben
France Leben, slovenski arheolog, jamar * 4. julij 1928, Škofja Loka, † 15. november 2002, Vincarje.

## Življenje in delo
Diplomiral je na Filozofski fakulteti v Ljubljani leta 1954. Doktoriral je na zagrebški univerzi leta 1971. Med letoma 1964 in 1966 je študiral na univerzi v Heidelbergu. Bil je Humboldtov štipendist. Med letoma 1955 in 1971 je bil zaposlen na Inštitutu za raziskovanje Krasa pri SAZU v Postojni. Nato je bil znanstveni svetnik Inštituta za arheologijo pri ZRC SAZU v Ljubljani.
Proučeval je starejša prazgodovinska obdobja. Ukvarjal se je tudi s spelearheološkimi raziskavami v Škocjanskih jamah, Kevdercu, Lubniški jami, Trhlovci in v Mali Triglavci. Bil je sodelavec pri raziskaval rimskega limesa v Sloveniji in pri projektu Arheološka najdišča Slovenije.